# سنگ‌نگاره‌های دیوین دسته ۳
سنگ نگاره‌های دیوین دسته ۳ مربوط به هزاره ۶ تا ۳ قبل از میلاد است و در شهرستان همدان، بخش مرکز‌ی، دهستان ابرو، روستای دیویجین، دره دیوین واقع شده و این اثر در تاریخ ۱۵ دی ۱۳۸۷ با شمارهٔ ثبت ۲۴۳۱۳ به‌عنوان یکی از آثار ملی ایران به ثبت رسیده است.